# 엘라스트
엘라스트(영어: E'LAST)는 2020년 6월 9일에 데뷔한 대한민국의 8인조 보이 그룹이다.
그룹 로고는 내추럴(제자리표, ♮)에서 차용한 것으로 보인다.
그룹명 E’LAST는 소속사 이엔터테인먼트에서 따온 것으로 추측된다.
현재 멤버 최인은 병역을 이행 중에 있으며 승엽은 전역하였지만 현재 활동에 불참하여 6인조로 팀 활동 중이다.

## 구성원
| 이름 | 소개 |
| ---- | --- |
| 라노 | - 본명: 변용섭 - 생년월일: 1998년 12월 10일(26세) - 출생지: 대한민국 서울특별시 - 활동시기: 2020년 6월 9일 ~ 현재                                                       |
| 최인 | - 본명: 최인 - 생년월일: 1996년 2월 11일(29세) - 출생지: 대한민국 경상북도 대구광역시 - 학력 : 글로벌사이버대학교 방송연예학과 (학사) - 활동시기: 2020년 6월 9일 ~ 현재 |
| 승엽 | - 본명: 최승엽 - 생년월일: 1997년 5월 8일(27세) - 출생지: 대한민국 경상북도 김천시 - 학력 : 동아방송예술대학교 뮤지컬과 (학사) - 활동시기: 2020년 6월 9일 ~ 현재        |
| 백결 | - 본명: 백선우 - 생년월일: 1999년 12월 1일(25세) - 출생지: 대한민국 경상남도 부산광역시 - 활동시기: 2020년 6월 9일 ~ 현재                                               |
| 로민 | - 본명: 최영민 - 생년월일: 2001년 4월 24일(24세) - 출생지: 대한민국 - 학력: 서울공연예술고등학교 (졸업) - 활동시기: 2020년 6월 9일 ~ 현재                               |
| 원혁 | - 본명: 원혁 - 생년월일: 2002년 2월 22일(23세) - 출생지: 대한민국 경상북도 경산시 - 학력 : 글로벌사이버대학교 방송연예과 (재학) - 활동시기: 2020년 6월 9일 ~ 현재       |
| 원준 | - 본명: 이원준 - 생년월일: 2002년 3월 8일(23세) - 출생지: 대한민국 서울특별시 광진구 - 학력: 대원고등학교 (졸업) - 활동시기: 2020년 6월 9일 ~                           |
| 예준 | - 본명: 오예준 - 생년월일: 2002년 8월 23일(22세) - 출생지: 대한민국 순천시 - 학력 : 안양고등학교 (졸업) - 활동시기: 2020년 6월 9일 ~ 현재                               |